# 卡申卡河
卡申卡河是俄羅斯的河流，位於特維爾州，屬於伏爾加河的左支流，在卡利亞津附近的烏格利奇水庫注入伏爾加河，是河畔小鎮卡申的熱門游泳和釣魚地點。